# Parasybra
Parasybra is een kevergeslacht uit de familie van de boktorren (Cerambycidae). De wetenschappelijke naam van het geslacht werd voor het eerst geldig gepubliceerd in 1968 door Breuning & Chûjô.

## Soorten
Parasybra is monotypisch en omvat slechts de volgende soort:
- Parasybra griseovaria Breuning & Chûjô, 1968